# 스쿠알렌 2,3-에폭사이드
스쿠알렌 2,3-에폭사이드(영어: squalene 2,3-epoxide) 또는 2,3-옥시도스쿠알렌(영어: 2,3-oxidosqualene)은 사포닌 뿐만 아니라 세포막 스테롤 전구체인 라노스테롤과 사이클로아르테놀의 합성 과정에서의 대사 중간생성물이다. 스쿠알렌 2,3-에폭사이드는 스쿠알렌 일산소화효소에 의해 스쿠알렌이 산화될 때 형성된다. 스쿠알렌 2,3-에폭사이드는 콜레스테롤의 전구체인 라노스테롤을 생성하는 라노스테롤 생성효소를 포함한 다양한 옥시도스쿠알렌 고리화효소들의 기질이다.
(S)-스쿠알렌 2,3-에폭사이드의 입체 이성질체인 (R)-스쿠알렌 2,3-에폭사이드는 라노스테롤 생성효소의 저해제이다.

## 같이 보기
- 스테로이드
- 콜레스테롤